# São Gonçalo do Piauí
São Gonçalo do Piauí is een gemeente in de Braziliaanse deelstaat Piauí. De gemeente telt 4.485 inwoners (schatting 2009).
De gemeente grenst aan Água Branca, Jardim do Mulato, Santo Antônio dos Milagres, São Pedro do Piauí en Hugo Napoleão.